# 象潟インターチェンジ
象潟インターチェンジ（きさかたインターチェンジ）は、秋田県にかほ市にある日本海東北自動車道のインターチェンジである。

## 道路

### 本線
- E7 日本海東北自動車道（象潟仁賀保道路）

### 接続する道路
- 直接接続
  - 秋田県道58号象潟矢島線
- 間接接続
  - 国道7号
  - 鳥海ブルーライン（秋田県道131号鳥海公園小滝線）

## 歴史
- 2015年（平成27年）
  - 8月20日 : IC名称が「象潟IC」で正式決定[1]。
  - 10月18日 : 象潟IC - 金浦IC間開通に伴い、供用開始[1][2][3]。
- 2025年（令和7年）度 : 小砂川IC - 象潟IC間開通予定[4][注釈 1]。

## 周辺
- 道の駅象潟[5]
- にかほ市役所 象潟庁舎
- 象潟駅（JR羽越本線）
- 象潟海水浴場
- 象潟海水浴場キャンプ場
- 象潟郷土資料館
- 鳥海山（鳥海ブルーライン経由）

## 隣
E7 日本海東北自動車道
小砂川IC（事業中） - (11)象潟IC - (12)金浦IC